# Moisés Hurtado
Moisés Hurtado Pérez (Sabadell, 20 febbraio 1981) è un ex calciatore spagnolo, di ruolo centrocampista.

## Palmarès

### Club

#### Competizioni nazionali
- Coppa di Spagna: 1

Espanyol: 2005-2006
- Campionato greco: 1

Olympiakos: 2010-2011